# Halazépam
Le halazépam est une benzodiazépine utilisée dans le traitement contre l'anxiété.